# Ferdinand Bruckner
Pour les articles homonymes, voir Bruckner.
Theodor Tagger, dit Ferdinand Bruckner, né le 26 août 1891 à Sofia en Bulgarie et mort le 12 mai 1958 à Berlin en Allemagne, est un écrivain autrichien.

## Biographie
Ferdinand Bruckner fuit l'Allemagne en 1933 pour Paris, puis les États-unis. Il est essentiellement auteur dramatique et l'un des représentants les plus célèbres de la Nouvelle Objectivité : il sait lier les acquis techniques du cinéma, du théâtre moderne et de la psychanalyse. Ses pièces traitent des problèmes actuels (Maladie de la jeunesse, 1926 ; Les Criminels, 1928 ; Races, 1933). Le succès d'Élisabeth d'Angleterre (1930) l'orienta vers les sujets historiques (Napoléon, Bolívar).
Ferdinand Bruckner reçoit en 1957 le Prix de la Ville de Vienne.
Son spectacle Les Criminels, mis en scène par Richard Brunel, reçoit le prix Georges-Lerminier en 2013.

## Récompenses et distinctions
- 1957 : Prix de la Ville de Vienne de littérature.